# جندب العربي
جُنْدُبُ مَلِكٌ عربي من قيدار مَلَكَ لنحو سنة 853 قبل الميلاد. جاء ذكره في نَقْشٍ أشوري فيه خبر وقعة قرقر التي لقي فيها الأشوريون جيشا كان فيه «جندب العربي» على مقدمة ألف من الإبل. ويقال إنه أول ذكر للعرب في التاريخ.
كان حليف ملك الاراميين في دمشق، قاتلا معا ضد الآشوريين بسبب أن منطقة دومة الجندل تقع على الطريق التجاري وكانت هدف للآشوريين للسيطرة عليها و تحقيق مكاسب سياسية و اقتصادية لذلك سعى ملك مملكة قيدار و العرب جندب للتخلص من الخطر الآشوري عبر المشاركة في الحلف الآرامي الإسرائيلي في معركة قرقر.